# Wyspy Riau
Wyspy Riau (indonez. Kepulauan Riau, potocznie Kepri) – prowincja w Indonezji, obejmująca kilka archipelagów na Morzu Południowochińskim. Powierzchnia 8201,7 km²; 2 mln mieszkańców (2020); stolica Tanjungpinang.
Obejmuje grupy wysp: Archipelag Riau, Wyspy Lingga, Wyspy Tambelan, Wyspy Anambas i Wyspy Natuna.
Podstawą gospodarki jest dobrze rozwinięty przemysł, wydobycie gazu ziemnego i turystyka. Główne miasta: Batam, Tanjungpinang, Kijang.
Została utworzona w 2004 roku, wcześniej wchodziła w skład prowincji Riau.